# Truskafki
Truskafki – czwarty album jazzowej formacji Graal. Albumowi towarzyszył trzydziestominutowy film animowany pod tym samym tytułem wykonany w pracowni Jasnachmura w reżyserii Antoniego Gralaka. Album zarejestrowany został w studio Radioaktywni w Częstochowie.

## Wykonawcy
- Jacek „Bielas” Bieleński - śpiew
- Antoni Gralak - trąbka
- Mateusz Pospieszalski - saksofon, śpiew
- Przemysław Greger - gitara
- Arkadiusz Skolik - perkusja
- Locko Richter - gitara basowa

## Lista utworów
| 1. | "Sałatka z człowieka"                               | 3:12  |
|    | - muzyka: Mateusz Pospieszalski                     |       |
| 2. | "Wojskowe sprawy"                                   | 5:53  |
|    | - muzyka: Mateusz Pospieszalski                     |       |
| 3. | "Bum-bum"                                           | 2:21  |
|    | - muzyka: Arkadiusz Skolik                          |       |
| 4. | "Pogrzeb K.C-yka"                                   | 5:01  |
|    | - muzyka: Antoni Gralak                             |       |
| 5. | "Bum-bum szaka-laka"                                | 2:21  |
|    | - muzyka: Arkadiusz Skolik - słowa: Jacek Bieleński |       |
| 6. | "Wino, chleb i sól"                                 | 3:09  |
|    | - słowa: Jacek Bieleński - muzyka: Antoni Gralak    |       |
| 7. | "Latający chłopiec"                                 | 5:43  |
|    | - muzyka: Wojciech Waglewski                        |       |
| 8. | "Kwasy jak zbój"                                    | 5:00  |
|    | - muzyka: Antoni Gralak - słowa: Jacek Bieleński    |       |
| 9. | "Chata joga"                                        | 5:00  |
|    | - muzyka: Antoni Gralak - słowa: Jacek Bieleński    |       |
|    |                                                     | 37:40 |
|    |                                                     |       |
- realizacja dźwięku: Adam Celiński, Antoni Gralak, Mateusz Pospieszalski
- mastering: Wojciech Przybylski

- projekt graficzny: Dorota Jabłońska